# XLIV edició dels Premis Ariel
La LXIV edició dels Premis Ariel, organitzada per l'Acadèmia Mexicana d'Arts i Ciències Cinematogràfiques (AMACC), es va celebrar el 27 de maig de 2002 al Palau de Belles Arts de Ciutat de Mèxic per celebrar el millor del cinema durant l'any anterior. Durant la cerimònia, l’AMACC va lliurar el premi Ariel a 26 categories en honor de les pel·lícules estrenades el 2001. Els nominats van ser anunciats el 16 d'abril del 2002 a la Cineteca Nacional.
De la calle de Gerardo Tort va guanyar 11 premis, entre ells a la millor opera prima, al millor guió adaptat, a la millor actriu i a la millor direcció artística. I la cubana Miel para Oshún va guanyar el premi a la millor pel·lícula iberoamericana.

## Premis i nominacions
Nota: Els guanyadors estan llistats primer i destacats en negreta. ⭐
| Millor pel·lícula - Cuentos de hadas para dormir cocodrilos ⭐ - De la calle - El gavilán de la sierra | Millor direcció - Ignacio Ortiz Cruz – Cuentos de hadas para dormir cocodrilos ⭐ - Gerardo Tort – De la calle - Juan Antonio de la Riva – El gavilán de la sierra                                                             |
| Millor actor - Arturo Ríos – Cuentos de hadas para dormir cocodrilos ⭐ - Luis Fernando Peña – De la calle - Jorge Zárate – Pachito Rex, me voy pero no del todo | Millor actriu - Maya Zapata – De la calle ⭐ - Karina Gildi – Demasiado amor - Lisa Owen – El segundo aire |
| Millor coactuació masculina - Jorge Sepúlveda – Un mundo raro ⭐ - Dagoberto Gama – Cuentos de hadas para dormir cocodrilos - Abel Woolrich – El gavilán de la sierra                                                                                               | Millor coactuació femenina - Vanessa Bauche – De la calle ⭐ - Mayra Serbulo – Cuentos de hadas para dormir cocodrilos - Diana Bracho – Las caras de la luna                                                                   |
| Millor actor de repartiment - Mario Zaragoza – De la calle ⭐ - Luis de Icaza – Corazones rotos - José Carlos Rodríguez – Demasiado amor - Damián Alcázar – Pachito Rex, me voy pero no del todo                                                                    | Millor actriu de repartiment - Cristina Michaus – De la calle ⭐ - Alicia del Lago – Piedras verdes - Cristina Michaus – Sin dejar huella                                                                                      |
| Millor argument original - Cuentos de hadas para dormir cocodrilos – Ignacio Ortiz ⭐ - El gavilán de la sierra – Juan Antonio de la Riva - Sin dejar huella – María Novaro - Un mundo raro – Armando Casas, Rafael Tonatiuh                                        | Millor guió adaptat - De la calle – Gerardo Tort ⭐ - Demasiado amor – Eva Saraga, Ernesto Rimoch - Una de dos – Marcel Sisniega                                                                                               |
| Millor fotografia - Sin dejar huella – Serguéi Saldívar Tanaka ⭐ - De la calle – Héctor Ortega - El gavilán de la sierra – Ángel Goded | Millor edició - Cuentos de hadas para dormir cocodrilos – Ignacio Ortiz, Menahem Peña, Sigfrido Barjau ⭐ - De la calle – Carlos Hagerman, Gerardo Tort, Juan Carlos Solórzano - El gavilán de la sierra – Oscar Figueroa Jara |
| Millor disseny artístic - De la calle – Ana Solares ⭐ - Cuentos de hadas para dormir cocodrilos – Gloria Carrasco - Pachito Rex, me voy pero no del todo – Antonio Plá                                                                                             | Millor banda sonora - Cuentos de hadas para dormir cocodrilos – Lucía Álvarez ⭐ - De la calle – Diego Herrera - Piedras verdes – Botellita de Jerez, Café Tacvba, Oscar Chávez, Resorte, Tequio                               |
| Millor so - Cuentos de hadas para dormir cocodrilos – Antonio Diego, Jaime Baksht, Juan Carlos Prieto ⭐ - De la calle – Antonio Diego, Carlos Aguilar Zafra, Diego Herrera, Miguel Ángel Molina - Sin dejar huella – Juan Borrel, Leonardo Heiblum, Nerio Barberis | Millor ambientació - De la calle – Mariano Grimaldo, Mauricio Lule ⭐ - Corazones rotos – Martha Camarillo - Cuentos de hadas para dormir cocodrilos – Gloria Carrasco, Lizette Ponce Quintero                                 |
| Millor vestuari - De la calle – Adolfo Cruz Martínez ⭐ - Corazones rotos – Gabriela Pérez - Cuentos de hadas para dormir cocodrilos – Sergio Ruiz - Un mundo raro – Lourdes del Valle                                                                              | Millor maquillatge - De la calle – Jorge Siller Olguín ⭐ - Corazones rotos – Consuelo Ramos, Sandra Miguelli - Cuentos de hadas para dormir cocodrilos – Georgina Miranda - Una de dos – Felipe de Jesús Salazar              |
| Millors efectes especials - Sin dejar huella – Alejandro Vázquez ⭐ - De la calle – Yoshiro Hernández - Piedras verdes – Jorge Sergio Jara González, Sergio Jara Morales                                                                                            | Millor opera prima - De la calle – Gerardo Tort ⭐ - Piedras verdes – Ángel Flores Torres - Un mundo raro – Armando Casas |
| Millors escenografia - De la calle – Víctor Vallejo ⭐ - Cuentos de hadas para dormir cocodrilos – Gloria Carrasco - Pachito Rex, me voy pero no del todo – Carola Larrosa, Eduardo González, Miguel Ángel Álvarez                                                  | Millor pel·lícula iberoamericana - Miel para Oshún – Humberto Solás ⭐ - El bien esquivo – Augusto Tamayo San Román - Taxi para tres – Orlando Lübbert                                                                         |
| Millor curtmetratge de ficció - Paso del norte – Roberto Rochín ⭐ - La maceta – Javier 'Fox' Patrón - ¿Y cómo es él? – Issa García-Ascot Ogarrio | Millor curtmetratge d’animació - Hasta los huesos – René Castillo ⭐ - Fosfenos – Erick Beltrán, Erwin Neumaier |
| Millor curtmetratge documental - Chenalho, el corazón de los altos – Isabel Cristina Fregoso ⭐ - La cuarta casa, un retrato de Elena Garro – José Antonio Cordero - Vuela, angelito – Christiane Burkhard                                                          | Ariel d'or - Emilio Carballido ⭐ - Emilio García Riera ⭐ |
| Medalla Salvador Toscano - Ismael Rodríguez Ruelas ⭐ | |